# Jorge Young Holmes
George Young Holmes (Walton-on-Thames, Surrey, Inglaterra, 23 de febrero de 1794-Lima, Perú, 13 de marzo de 1848) fue un marino británico que participó en las Guerras de independencia latinoamericanas, especialmente en el Perú. Fue conocido como Jorge Young. Es considerado, junto a Martin Guisse, Federico Elmore y otros, uno de los fundadores de la Marina de Guerra del Perú.

## Biografía
Nació en Walton-on-Thames, Surrey, al sur de Inglaterra, y fue bautizado en la Iglesia de Saint Antholin, Budge Row (Londres). Fue el hijo mayor de Brown Young y Mary Holmes. Ingresó a la Royal Navy (Marina Real Británica), dónde sirvió nueve años tras lo cual, en 1817, se trasladó a apoyar el movimiento independentista en Latinoamérica, incorporándose a la Armada Argentina, en febrero de 1818, como teniente del bergantín Intrépido, con el que participó en la captura de la fragata española fragata María Isabel (1818). Luego se trasladó a la Armada Chilena a las órdenes del vicealmirante británico Thomas Cochrane, con quien zarpó de Valparaíso rumbo al Virreinato del Perú para iniciar las operaciones navales contra los españoles ejecutando el primer bloqueo del Callao en 1819. En 1820, participó en la Toma de Valdivia contra las tropas españolas durante la Independencia Chilena.
En junio de 1820, el general José de San Martín lo ascendió de grado e ingresó a la Escuadra Libertadora del Perú a las órdenes del mismo Lord Cochrane. San Martín lo comisionó al gobierno chileno para participar en la ocupación de Lima. En febrero de 1821, fue ascendido a Capitán de corbeta y en agosto de ese año a Capitán de fragata. Fue comisionado como Comandante de Arsenales y se unió a la naciente armada peruana en la que fue puesto al mando del bergantín Congreso y luego al del Balcarce. Durante su comandancia y después durante el bloqueo del Callao que se ejecutó junto a un sitio terrestre, capturó a las naves españolas Vigía, Indiano, Emprendedora, Almendrina y Frescura.
En 1828, se casó en la Iglesia de San Marcelo de Lima, con María del Carmen Cañas Ríos (1808-1876), hija del coronel Francisco Cañas Medranda y de Juana Ríos. La pareja tuvo tres hijos, de los cuales la menor falleció joven.
Obtuvo el mando del Arsenal del Callao en los Castillos del Real Felipe y luego fue capitán del puerto, hasta 1830, cuando pidió su licencia. Tras trabajar en barcos mercantes se reincorporó a la Armada Peruana, en 1834, con el grado de Capitán de navío, hasta que se retiró con el grado de Comandante de la escuadra, en 1837. Siguió trabajando en la marina mercante.
Falleció, en 1848, en el Hospital de Huérfanos y fue enterrado en el Cementerio Presbítero Maestro, del que luego fue exhumado.